# آبراهام خنوس
آبراهام خنوس (هلندی: Abraham Genoels؛ ۲۵ مه ۱۶۴۰ – ۱۰ مه ۱۷۲۳) نقاش سبک باروک، طراح و حکاک اهل فلاندری بود. او عمدتاً برای نقاشی‌های منظره، طراحی و چاپ‌هایش شناخته می‌شود.

## نگارخانه

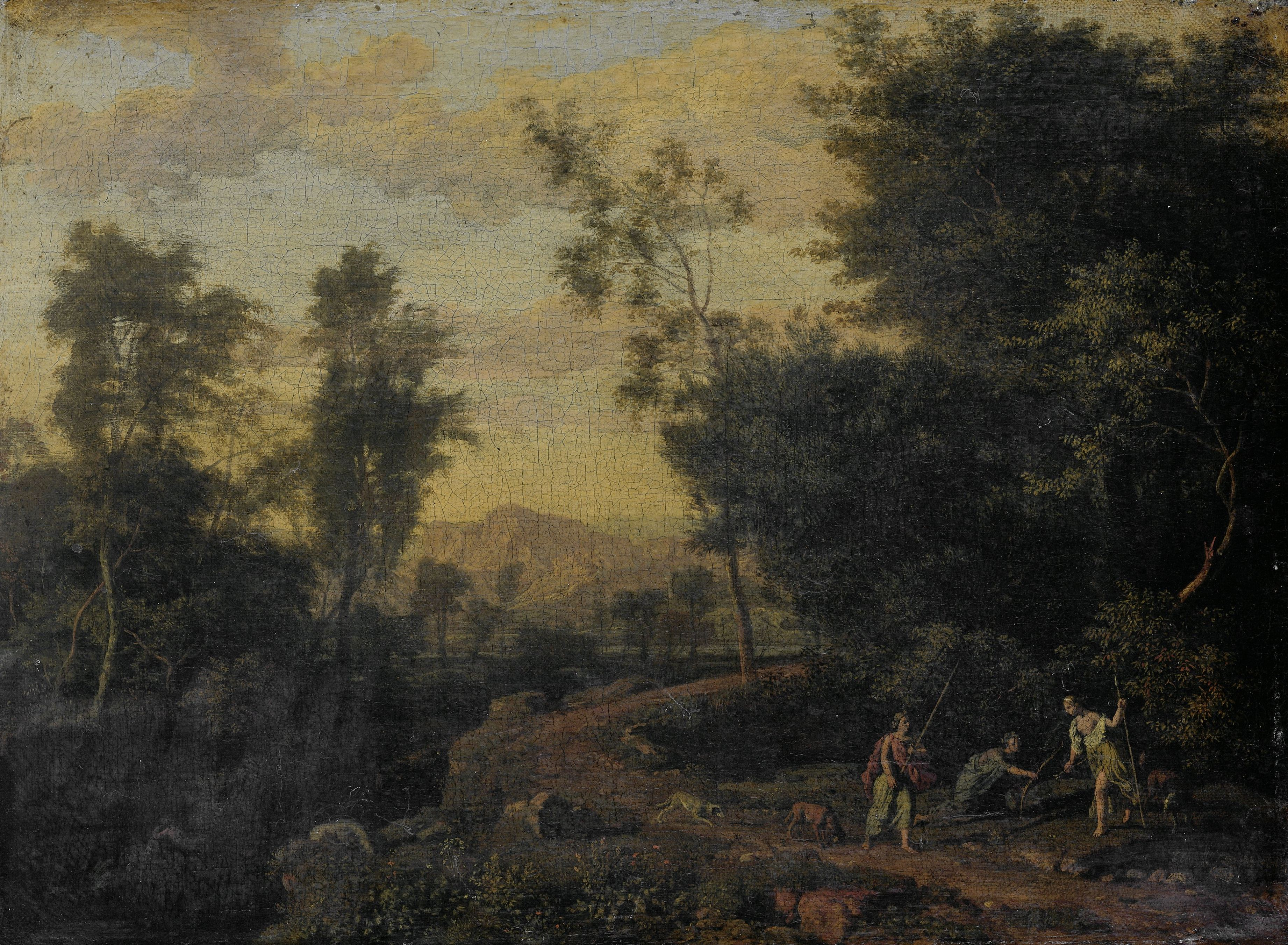
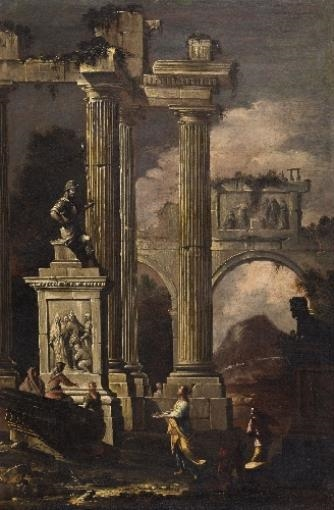
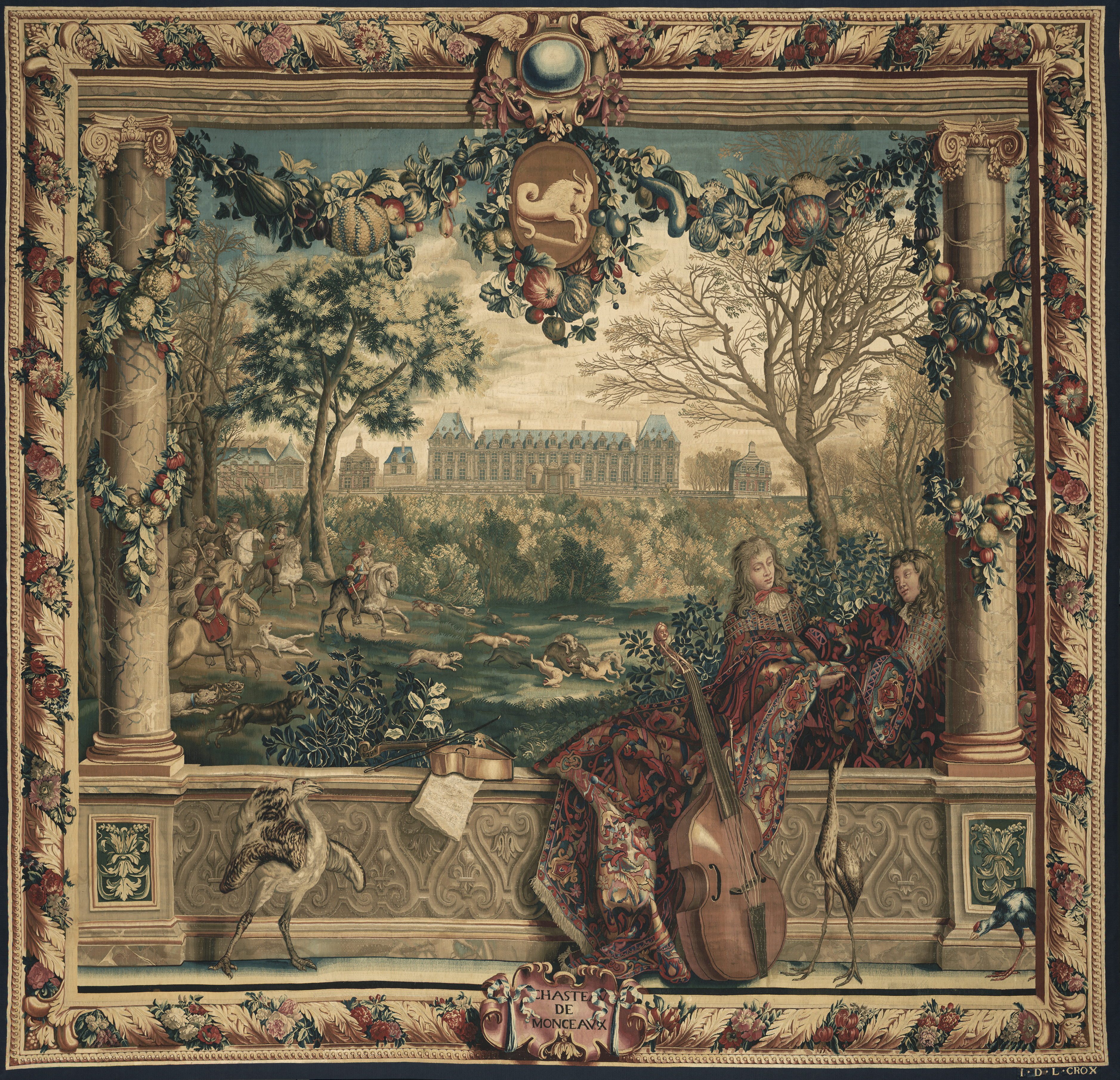
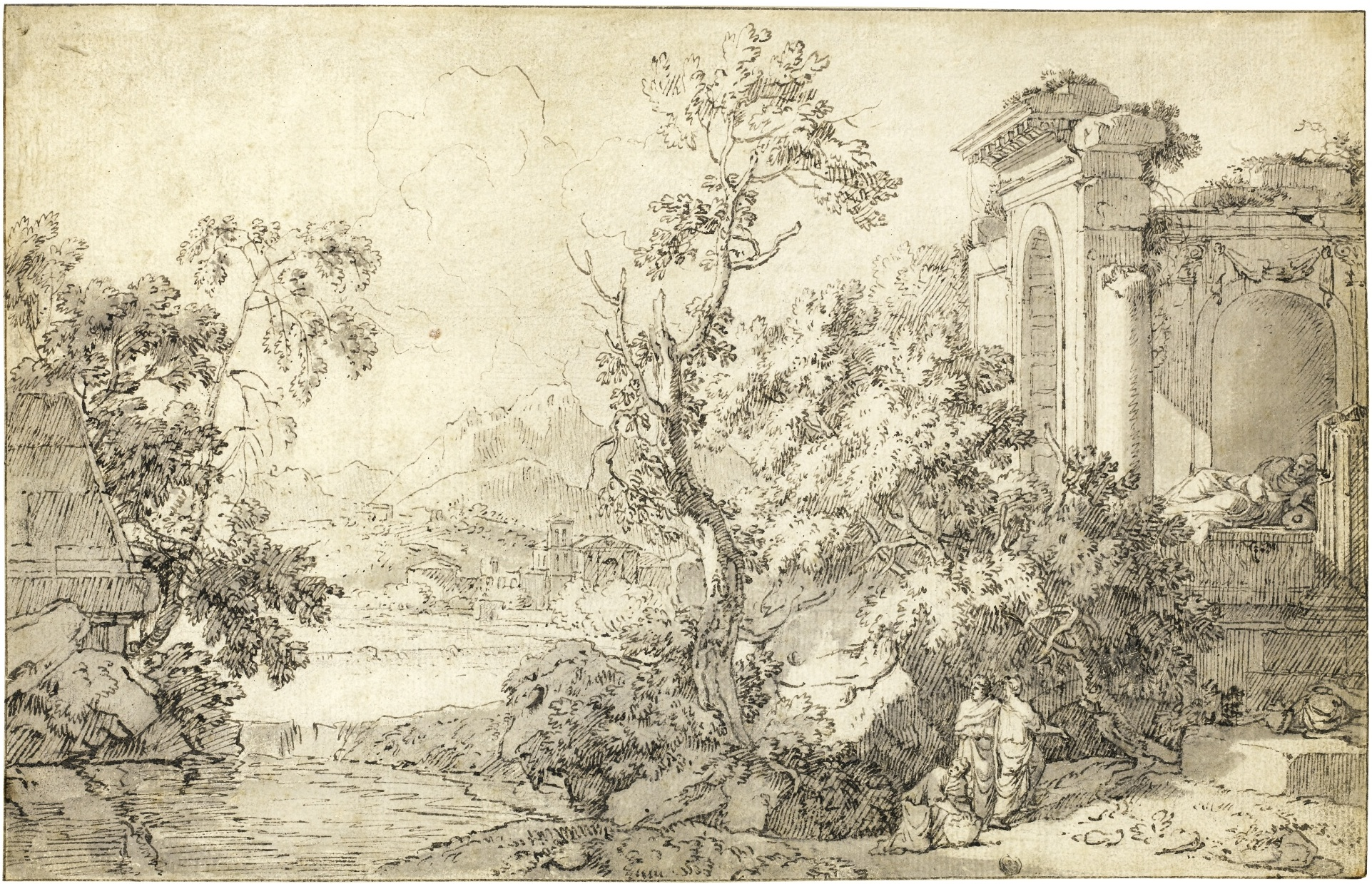